# 克雷斯巴德 (南达科他州)
克雷斯巴德（英語：Cresbard），是美国南达科他州下属的一座城市。根据2010年美国人口普查，该市有人口103人。论人口在本州排行第234。